# Calotes htunwini
Calotes htunwini — вид ящірок родини Агамові (Agamidae). Цей вид є ендеміком М'янми, поширений в округах Сікайн і Магуе. Описаний у 2006 році.